# Cleaveius portblairensis
Cleaveius portblairensis är en hakmaskart som beskrevs av Sohan Lal Jain och Gupta 1979. Cleaveius portblairensis ingår i släktet Cleaveius och familjen Rhadinorhynchidae. Inga underarter finns listade i Catalogue of Life.